# Gaietà Pàmies Juncosa
Gaietà Pàmies Juncosa (Reus, 19 de desembre de 1815- 9 d'agost de 1860) va ser un advocat i polític català.
Fill de Gaietà Pàmies i Rovellat comerciant i Bibiana Juncosa i Elias naturals de Reus. Advocat de professió, havia estudiat a Barcelona, on també havia cursat humanitats. A inicis del mes d'octubre de 1843, després del pronunciament a Reus de Prim i Milans del Bosch proclamant la majoria d'edat d'Isabel II, era alcalde segon de l'ajuntament, càrrec que equivaldria a primer tinent d'alcalde, sota l'alcaldia de Gabriel Lluch, que no actuà en cap moment com a primera autoritat, per la qual cosa Pàmies va assumir-ne interinament el càrrec. Gabriel Lluch va dimitir, juntament amb tot el consistori, l'octubre de 1843, nomenant el governador de Tarragona Salvador de Brocà com a alcalde. Al crear-se el primer institut a Reus, el 1845, li va ser confiada una càtedra. El 1852, va ser un dels fundadors d'El Círcol, i en va ser vicepresident, quan n'era president Pere Sardà i Cailà. El 1854 va ser un dels principals accionistes de l'empresa "Gas Reusense", fundada per abastir l'enllumenat de la ciutat de Reus. El 1860 era primer tinent d'alcalde a l'ajuntament de Reus, amb l'alcalde Joan Baptista Madremany, quan va morir al mes d'agost. Va ser el principal impulsor de l'homenatge popular als voluntaris de la Guerra d'Àfrica al seu pas per la ciutat el maig del mateix 1860. Era germà de Josep Maria Pàmies Juncosa, que va ser després alcalde de Reus.